# Jade Alleyne
Jade Alleyne (Aberdeen, 17 de marzo de 2001) es una actriz, bailarina y cantante británica. Es conocida por interpretar a Kaylee en la serie musical de Disney Channel The Lodge.

## Primeros años
Alleyne nació en Aberdeen, Escocia pero actualmente vive al sur de Londres, allí estudio en la escuela de teatro de Sylvia Young. Su madre, Kelda posee y maneja una marca de moda llamada (Mooi Urban). Antes de asistir a la escuela de teatro Sylvia Young, Jade asistió a varios institutos de artes escénicas en Beckenham y fue parte del equipo de baile, Dance Alive.

## Carrera
Se unió al reparto de 4 O'Clock Club donde dio vida a Clem Burton. Luego fue seleccionada para el papel de Kayle en la serie de Disney Channel UK The Lodge.
En junio de 2016, anunció su primer sencillo titulado: «If You Only Knew» realizado en colaboración con Disney Channel UK.

## Discografía
| Año  | Sencillo           | Discográfica        | Notas                 |
| ---- | ------------------ | ------------------- | --------------------- |
| 2015 | Believe that       | Walt Disney Records | De la serie The Lodge |
| 2015 | Something About Me | Walt Disney Records | The Lodge             |
| 2016 | If you Only Knew   | Walt Disney Records | Single Solista        |

## Filmografía
| Año           | Título                   | Rol              | Notas            |
| ------------- | ------------------------ | ---------------- | ---------------- |
| 2015–17       | 4 O'Clock Club           | Clem Burton      | Elenco principal |
| 2016          | CBBC Official Chart Show | Ella misma       | 1 episodio       |
| 2016          | Ultimate Brain           | Ella misma       | 1 episodio       |
| 2016          | Blue Peter               | Ella misma       | 1 episodio       |
| 2016–presente | The Lodge                | Kaylee           | Elenco principal |
| 2019          | Years & Years            | Ruby Bisme-Lyons | Elenco principal |